# 4U 0142+61
4U 0142+61 és un magnetar a una distància aproximada de 13.000 al (anys llum) de la Terra, situat a la constel·lació de Cassiopea.
En un article publicat a la revista Nature el 6 d'abril del 2006, Deepto Chakrabarty et al. del MIT va revelar que s'havia descobert un disc circumestel·lar al voltant del púlsar. Això podria provar que els planetes de púlsars són comuns al voltant de les estrelles de neutrons. El disc de debris sembla estar compost de, principalment, metalls pesants. L'estrella va esdevenir una supernova fa aproximadament 100.000 anys. El disc orbita a uns 1,6 milions de quilòmetres del púlsar i probablement conté unes 10 masses terrestres de material.